# Sredn’aja Hill
Der Sredn’aja Hill (englisch; russisch Сопка Средняя Sopka Srednjaja, deutsch ‚Mittlerer Hügel‘) ist ein steiler und kegelförmiger Hügel an der Knox-Küste des ostantarktischen Wilkeslands. Er ragt etwa 1,5 km nördlich der polnischen Dobrowolski-Station am Kreuzungspunkt zweier Grate in den Bunger Hills auf.
Wissenschaftler einer Sowjetischen Antarktisexpedition kartierten und benannten ihn 1956. Das Antarctic Names Committee of Australia übertrug diese Benennung 1991 in einer transkribierten Teilübersetzung ins Englische.